# Изделие 305
Лёгкая многоцелевая управляемая ракета (ЛМУР) «305» или «Изделие 305» или Х-39 — российская управляемая ракета «воздух-поверхность», относящаяся к классу высокоточного оружия.

## Разработка
Аббревиатура «ЛМУР» (легкая многоцелевая управляемая ракета) впервые появилась примерно в 2007 году, тогда обозначала проект лёгкой ракеты от КТРВ, однако проект был заброшен в 2009 году по неизвестным причинам.
В феврале 2011 года Минобороны России передало в КБ машиностроения заказ на НИОКР под кодовым названием «Префикс» на создание новой лёгкой многоцелевой ракеты, известной как «Изделие 79». Указано, что новая ракета должна была быть готова к серийному производству к концу ноября 2014 г. Несмотря на то, что партия опытных ракет была завершена в 2013 г., их не удалось испытать, поскольку ни одна из существующих пусковых установок не подходила для этой цели. КБМ официально объявило о прекращении разработки ракеты за две недели до срока, установленного МО. Контракт был официально расторгнут только в 2017 году . Однако, это не означало конец проекта.
Предположительно в 2012 году ФСБ заключила контракт с КБМ на разработку ракеты под названием «Изделие 305», которой будут оснащены вертолёты специального назначения Ми-8МНП-2.
«Изделие 305» похоже на более раннее «Изделие 79», но дополнено двунаправленным каналом связи для возможности управления человеком в реальном времени. Испытания ЛМУР на Ми-8МНП-2 проходили в 2015—2016 годах, вскоре после этого началось серийное производство. Испытания ЛМУР начались на ударных вертолётах Ми-28НМ в 2019 году и на Ка-52М в 2020 году. Сообщается, что ракета также будет использоваться на вертолётах спецназа Ми-8АМТШ-ВН. Примерно в 2017 году также планировалось разработать пусковую установку на базе бронетранспортёра.
В сентябре 2022 года было сообщено, что ракета «изделие 305» принята на вооружение.

## Устройство
В настоящий момент известны лишь экспортные характеристики ракеты («Изделие 305Э»), они могут отличаться от принятой на вооружение ВС РФ.
Изделие выполнено в цилиндрическом корпусе и имеет полусферический прозрачный головной обтекатель. В передней части расположены Х-образные рули, а в хвосте — крылья складной конструкции. Они складываются для транспортировки и раскладываются, когда ракета устанавливается на вертолёте-носителе. На двух крыльях установлены антенны канала двусторонней передачи данных.
ЛМУР тяжелее других российских вертолётных ПТРК, её вес составляет 105 кг (для сравнения: 9М120-1 «Атака-1» вместе с пусковой трубой весит 48,5 кг, а 9М127-1 «Вихрь-1» — 59 кг вместе с пусковой трубой). Её боевая часть также примерно в три раза больше: 25 кг по сравнению с 7,4 кг у «Атака-1» и 8,6 кг у «Вихрь-1». Однако «Атака» и «Вихрь» могут использовать кумулятивные боевые части, а существует ли версия ЛМУР, оснащённая такой боевой частью, доподлинно неизвестно.
Максимальная дальность полёта ЛМУР составляет 14,5 км, что выше, чем у других российских вертолётных ПТУР.
У ракеты есть оптическая ГСН, и её можно использовать в двух разных режимах:
- В первом режиме цель отмечается оператором перед пуском, а вертолёт-носитель может сразу изменить курс после пуска ракеты (принцип «выстрелил и забыл»).
- Во втором режиме запускается без захвата цели — сперва ракета летит в направлении цели, используя инерциальное наведение с поправками от спутниковой навигации, при этом изображение с ГСН передаётся обратно на вертолёт через блок передачи данных, называемый АС-БПЛА (аппаратура сопряжения с беспилотным летательным аппаратом). Оператор может выбирать цель и самостоятельно изменять курс, пока ракета летит в её сторону. ЛМУР — первая российская ПТРК, которую можно использовать таким образом [5]. Этот второй режим работы является единственным, в котором ракета может использоваться на максимальной дальности, из-за ограничений ГСН.

На Ми-8МНП-2 антенна канала передачи данных АС-БПЛА расположена в обтекателе в носовой части, как и на новом варианте Ми-28НЭ, показанном на Дубайском авиасалоне 2021 (её расположение используется антенна наведения ракеты 9М120 «Атака» на других модификациях Ми-28). На Ка-52М он расположен под левым коротким крылом. Для установки ЛМУР можно использовать две разные пусковые направляющие, обе производства «Вымпела»: АПУ-305 для одиночной ракеты и более поздняя двойная пусковая установка АПУ-Л.

## Модификации

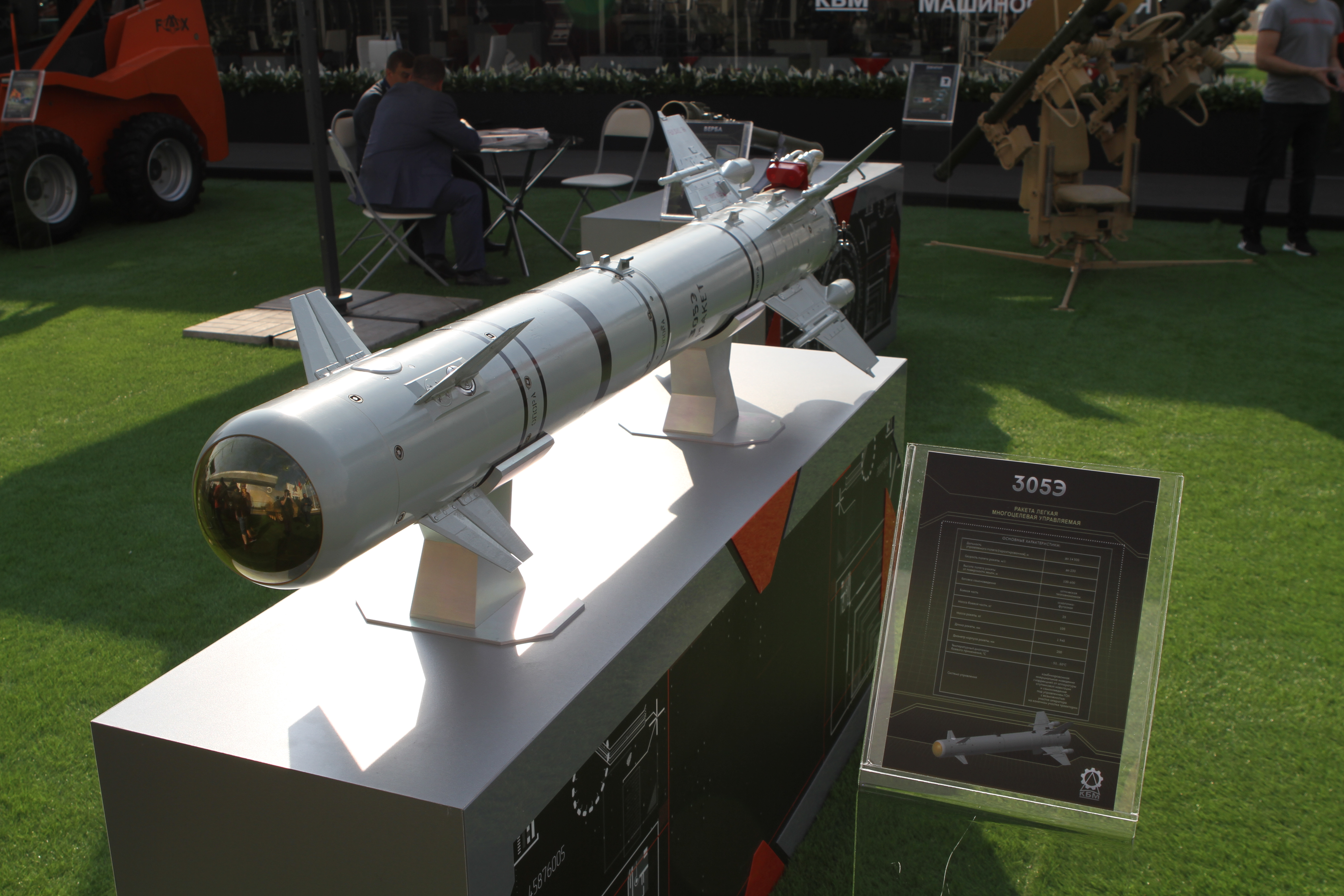
305Э на форуме "Армия-2021".

- Изделие 79 – первый прототип, заказанный Минобороны РФ, но так и не испытанный. Не имеет двустороннего канала передачи данных [5].
- Изделие 305 – рабочий вариант, заказанный для ФСБ. Оснащён двусторонней связью [5].
- Изделие 305-УЛ – учебно-лётная ракета без боевой части [5].
- Изделие 305-Э – экспортный вариант, у которого известны все характеристики [5].
- Изделие 306 – новая модификация с неизвестными характеристиками [5].

## Операторы
Россия: закуплено 200-300 ракет

## Боевое применение
Ракета «Изделие 305» испытывалась российскими войсками в Сирии. Применялась в ходе российского вторжения на Украину